# 东宋镇
东宋镇，是中华人民共和国河南省洛陽市洛宁县下辖的一个乡镇级行政单位。 2010年代末年，丁寨村有新饮水、道路工程。

## 行政区划
东宋镇下辖以下地区：
东宋村、西村、丈庄村、祁家沟村、牛庄村、么沟村、周村、贾窑村、大宋村、小宋村、方里村、西午村、流峪村、马村、郭村、聂坟村、柏原村、杨树洼村、王庄村、官东村、官西村、官南村、丁寨村、罗洼村、陕庄村、下河堤村、宅延村、中河堤村、北旧县村、上宋窑村、王岭村、下宋窑村、上河堤村、照册村、河沟村、庙下村和南旧县村。

## 中国传统村落
2013年8月，丈庄村被评为第二批中国传统村落。